# Volles Brett
Volles Brett é um EP da banda alemã de Neue Deutsche Härte, Heldmaschine. Contém 4 faixas exclusivas e foi limitado em 1000 cópias, sendo feita uma primeira edição com 500 cópias que se esgotou rapidamente na pré-venda, e posteriormente uma segunda edição de mais 500 cópias. O EP foi lançado, de início, apenas nos shows ao vivo, no dia 7 de fevereiro, exatamente quando a banda iniciou sua nova turnê para promover seu próximo álbum "Im Fadenkreuz", lançado em setembro de 2019. 
O EP foi anunciado por dois vídeos pelas redes sociais da banda, onde mostrava todo o processo de criação das caixas do álbum, ja que foram feitas de madeira, e à mão e diferem umas das outras, por ter detalhes que uma outra cópia não tem, por exemplo. Nos vídeos a banda anuncia os locais onde irão se apresentar durante a primeira turnê do ano, juntamente com teasers das músicas novas.

## Faixas
| N.º            | Título          | Duração |  |
| 1.             | "Luxus"         | 4:08    |  |
| 2.             | "Ich, ich, ich" | 4:00    |  |
| 3.             | "Härter"        | 3:36    |  |
| 4.             | "Springt!"      | 3:46    |  |
| Duração total: | Duração total:  | 15:22   |  |